# 郭頒
郭 頒（かく はん、生没年不詳）は、中国の西晋代の政治家、歴史家。字は長公。

## 経歴
西晋に仕え、令史となった。後に襄陽県令となった。著作に『魏晋世語』10巻、『群英論』1巻がある。これらの著作はいずれも散逸し、『三国志』に裴松之が注釈としてつけた部分のみが現存している。『魏晋世語』は後世には唐の太宗李世民の諱を避け、『魏晋代語』、『魏晋代説』などと呼ばれた。

## 評価
裴松之は「見識が乏しく、文章は音の響きも悪い。最も卑劣な作だが、変わった記事が多いので世間によく読まれており、干宝、孫盛らが多く採用している。そのなかには誤りが多い」と極めて辛辣な評価をくだしている。